# José Moisela
José Moisela Huapaya (Lima, 25 de junio de 1980) es un exfutbolista peruano. Jugaba de lateral izquierdo y su principal característica era su potente remate. Tiene 44 años.

## Trayectoria
Estuvo en las divisiones inferiores de la Academia Cantolao y en el Sporting Cristal en 1996. En 1998 jugó en la Segunda División por el Sport Agustino.
Debutó en la profesional con Deportivo Municipal el 17 de abril del 2000 frente al Sport Boys. Ha jugado en los clubes peruanos Coopsol Trujillo, Sporting Cristal, Universidad San Martín de Porres, Universitario, Alianza Atlético y Juan Aurich. 
En el año 2002, Moisela fue promovido al primer equipo de Sporting Cristal bajo el comando técnico de Paulo Autuori después que 5 jugadores rimenses fueron separados después de la derrota ante Alianza Lima. Juega su primera Copa Libertadores y a fin de ese año obtuvo su primer campeonato en el torneo peruano. Allí adquirió la experiencia necesaria con jugadores como Jorge Soto, Erick Torres, Roberto Palacios, Flavio Maestri, Luis Alberto Bonnet, Julinho entre otros.
En el año 2003 juega su segunda Copa Libertadores, luego sale campeón del torneo Apertura y al año siguiente juega su tercera Copa Libertadores y luego se consagra campeón del torneo Clausura 2004. En el año 2005 jugó su cuarta Copa Libertadores y a mediados de ese año se va a jugar al Universidad San Martín. 
En el 2006 tuvo un paso fugaz por el Belgrano de Argentina. En el 2007 jugó por Alianza Atlético y al año siguiente por Juan Aurich, equipo con el que se salvó del descenso en el Campeonato Descentralizado 2008. Fue fichado por el Alianza Lima para la temporada 2009. En el 2010 jugó por el Total Chalaco y actualmente es Director Técnico de la Selección de Fútbol en el Colegio Peruano Norteamericano Abraham Lincoln en el Distrito de La Molina en Lima.

## Clubes
| Club                             | País      | Año         |
| -------------------------------- | --------- | ----------- |
| Sport Agustino                   | Perú      | 1998        |
| Sporting Cristal "B"             | Perú      | 1999        |
| Deportivo Municipal              | Perú      | 2000        |
| Coopsol Trujillo                 | Perú      | 2001        |
| Sporting Cristal                 | Perú      | 2001 - 2005 |
| Universidad San Martín de Porres | Perú      | 2005        |
| Universitario                    | Perú      | 2006        |
| Belgrano                         | Argentina | 2006        |
| Alianza Atlético                 | Perú      | 2007        |
| Juan Aurich                      | Perú      | 2008        |
| Alianza Lima                     | Perú      | 2009        |
| Total Chalaco                    | Perú      | 2010        |
| Inti Gas                         | Perú      | 2011        |
| Sport Boys                       | Perú      | 2012        |
| Deportivo Coopsol                | Perú      | 2012        |